# Richard Foerster

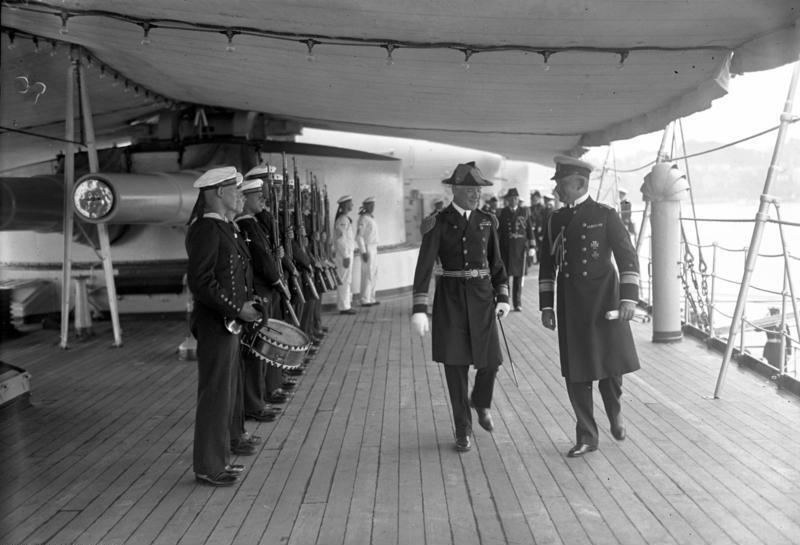
El contraalmirante Foerster (a la derecha) recibiendo a un almirante norteamericano en 1930

Richard Foerster (* 31 de marzo de 1879 en Stralsund; † 9 de abril de 1952 en Berlín) fue un marino alemán que llegó a almirante y jefe de flota.

## Vida
Foerster ingresó en la Marina Imperial alemana como guardiamarina el 12 de abril de 1889 y cursó su formación inicial en la fragata-crucero SMS Stosch. Después pasó a la Escuela Naval, donde el 10 de abril de 1900 fue ascendido a alférez de fragata.
Durante la Primera Guerra Mundial fue por un tiempo oficial artillero del crucero de batalla Seydlitz.
Foerster fue desde octubre de 1923 Jefe del Estado Mayor de la Dirección de la Armada (Marineleitung) y luego primer comandante de la primera gran construcción de la Reichsmarine, el crucero de instrucción Emden, del que estuvo al mando desde el 15 de octubre de 1925 al 23 de septiembre de 1928. Con el Emden emprendió también el primer viaje de instrucción en el que dio la vuelta al mundo, del 14 de noviembre de 1926 al 14 de marzo de 1928 con escalas en La Coruña, Canarias, Santa Helena, Ciudad del Cabo, Zanzíbar, Mombasa, Mahé (Seycheles), Sabang, Padang (Indonesia) y el 15 de marzo las Islas Cocos, lugar donde se hundió el primer SMS Emden. Después, Foerster navegó por Semarang, Bali y Macasar. De camino a Japón, en la Fosa de Filipinas, se sondeó y dio el nombre del buque al das Abismo de Emden, que con 10.400 metros se consideró hasta 1951 el punto más profundo de los océanos. Las siguientes escalas del viaje fueron Nagasaki, Itsu Hu Shima, Shimizu, Yokohama y Hakodate en Japan, seguidas por Dutch Harbor, Juneau y Skagway el 8 de julio de 1927 como extremo septentrional del viaje, Haines y Sitka también en Alaska, Seattle, los puertos mexicanos de Mazatlán, La Paz y Manzanillo, y Panama, donde el Emden hizo una escala de una semana a partir del 31 de agosto. Las siguientes escalas fueron Guayaquil en Ecuador, Mollendo en Perú y los puertos chilenos de Valparaíso, Talcahuano, Puerto Montt y Punta Arenas. Pasaron luego a los puertos argentinos de Comodoro Rivadavia y Bahía Blanca, y a los brasileños de Sao Francisco, Santos y Río de Janeiro, donde pasaron desde el 22 de diciembre de 1927 al 2 de enero de 1928. En la etapa final, pasaron por Pernambuco, Santa Bárbara de Samaná (República Dominicana), Saint Thomas (Antillas), Ponta Delgada y Villagarcía de Arosa. En la mayoría de los puertos permanecieron un mes. El 14 de marzo de 1928 regresó el crucero-escuela a Wilhelmshaven. Foerster fue nombrado Jefe de la Inspección de Enseñanza y el 1 de diciembre de 1928 ascendido a contraalmirante.
En febrero de 1930 fue nombrado Jefe de los navíos de línea (Befehlshaber der Linienschiffe, BdL) a bordo del Schlesien y en septiembre de 1932 Jefe de la Estación Naval del Mar del Norte, ascendiendo a vicealmirante el 1 de octubre. Entre septiembre de 1933 y diciembre de 1936 fue jefe de la Flota y Almirante en Jefe del Mando de la Flota, primero a bordo del Schleswig-Holstein y luego del Admiral Scheer.
El 1 de diciembre de 1935 fue ascendido a almirante y el 21 de diciembre de 1936 retirado del servicio activo.
A partir de 1937 y hasta 1945, Foerster fue presidente de la Sociedad Germano-Japonesa de Berlín. Bajo su dirección, se abrieron delegaciones de dicha sociedad en Colonia, Viena, Fráncfort del Meno, Hannover, Breslau, Múnich y Stuttgart.
Foerster pronunció en enero de 1939 el discurso de botadura del crucero pesado Seydlitz, que nunca llegó a entrar en servicio. El almirante quedó a disposición de la Kriegsmarine el 15 de febrero y nunca más volvió a entrar en servicio activo.

## Condecoraciones
- Cruz de Hierro (1914) de 2.ª y de 1.ª Clase[3]
- Cruz de Servicios Prusiana[3]
- Medalla de Rescate de Prusia con cinta[3]
- Cruz de Federico Augusto de 2.ª y 1.ª Clase[3]
- Cruz del Mérito Militar de Austria de 3.ª Clase con condecoración de guerra[3]